# Robert Mohr
Robert Mohr, född 5 april 1897 i Bisterschied, död 5 februari 1977 i Ludwigshafen, var en tysk polisman, Kriminalobersekretär inom Gestapo. Mohr ledde år 1943 undersökningen av motståndgruppen Vita rosen och förhörde Sophie Scholl, innan hon, tillsammans med brodern Hans Scholl och Christoph Probst, ställdes inför Folkdomstolen och dömdes till döden för högförräderi.
I filmen Sophie Scholl – De sista dagarna (2005) spelas Robert Mohr av Alexander Held.

### Webbkällor
- Schulz, Kirsten (20 april 2005). ”Robert Mohr: Kriminalobersekretär bei der Gestapo-Leitstelle in München” (på tyska). Bundeszentrale für politische Bildung. Arkiverad från originalet den 29 juli 2012. https://www.webcitation.org/69WeK4zZc?url=http://www.bpb.de/themen/CSMOM9,0,0,Robert_Mohr.html. Läst 29 juli 2012.